# Парк Зринских
Парк Зринских (хорв. Perivoj Zrinskih) — парк — культурный и природный памятник, расположенный в городе Чаковец на севере Хорватии близ Зринского замка XIII века, который находится в самом центре города, рядом с главной площадью, является неотъемлемой частью исторического комплекса. В XVI-м и XVII-м веках владельцами его были члены знатной княжеской фамилии Зринских.
Со временем крепость перестроена во дворец. Около 1743 года старый ренессансный дворец Зринских был превращён в монументальный барочный дворец. Когда-то парк дворца простирался на несколько километров до местечка Шенковец, где находится мавзолей семьи Зринских. В настоящее время возле дворца простирается парк под названием Парк Зринских.
Памятник ландшафтной архитектуры. В парке на площади 13,5 га установлен ряд скульптур, памятников и мемориалов, связанных с историей города Чаковец и Меджимурска.
Парк Зринских сформировался, в основном, в эпоху Ренессанса и эклектики. Период Возрождения отмечен формированием оборонительного рва, открытых луговых пространств и групп дикорастущих деревьев и кустарников. Фаза историзма начала XX-го века — геометрически-декоративным оформлением парка, когда здесь стали проводить посадки экзотических пород деревьев и кустарников вокруг замка, внутри рва.
Хорватский научно-исследовательский институт лесного хозяйства в июле 2012 г. зафиксировал наличие на территории Парка Зринских более 1400 деревьев. Было обнаружено 88 различных таксонов. При подсчёте деревьев было отмечено, что на территории общественного парка из лиственных пород преобладают граб (лат. Cárpinus), ясень узколистный (лат. Fraxinus) и клён (лат. Acer campestre). Значительно наличие, но в меньшем количестве, ясеня Пенсильванского (лат. Frāxinus pennsylvānica) и конского каштана (лат. Aésculus). Из хвойных пород в значительном количестве имеется ель обыкновенная (лат. Pícea ábies), сосна обыкновенная (лат. Pínus sylvéstris), чёрная сосна (лат. Pinus nigra) и сербская ель (лат. Picea omorika).

## Галерея

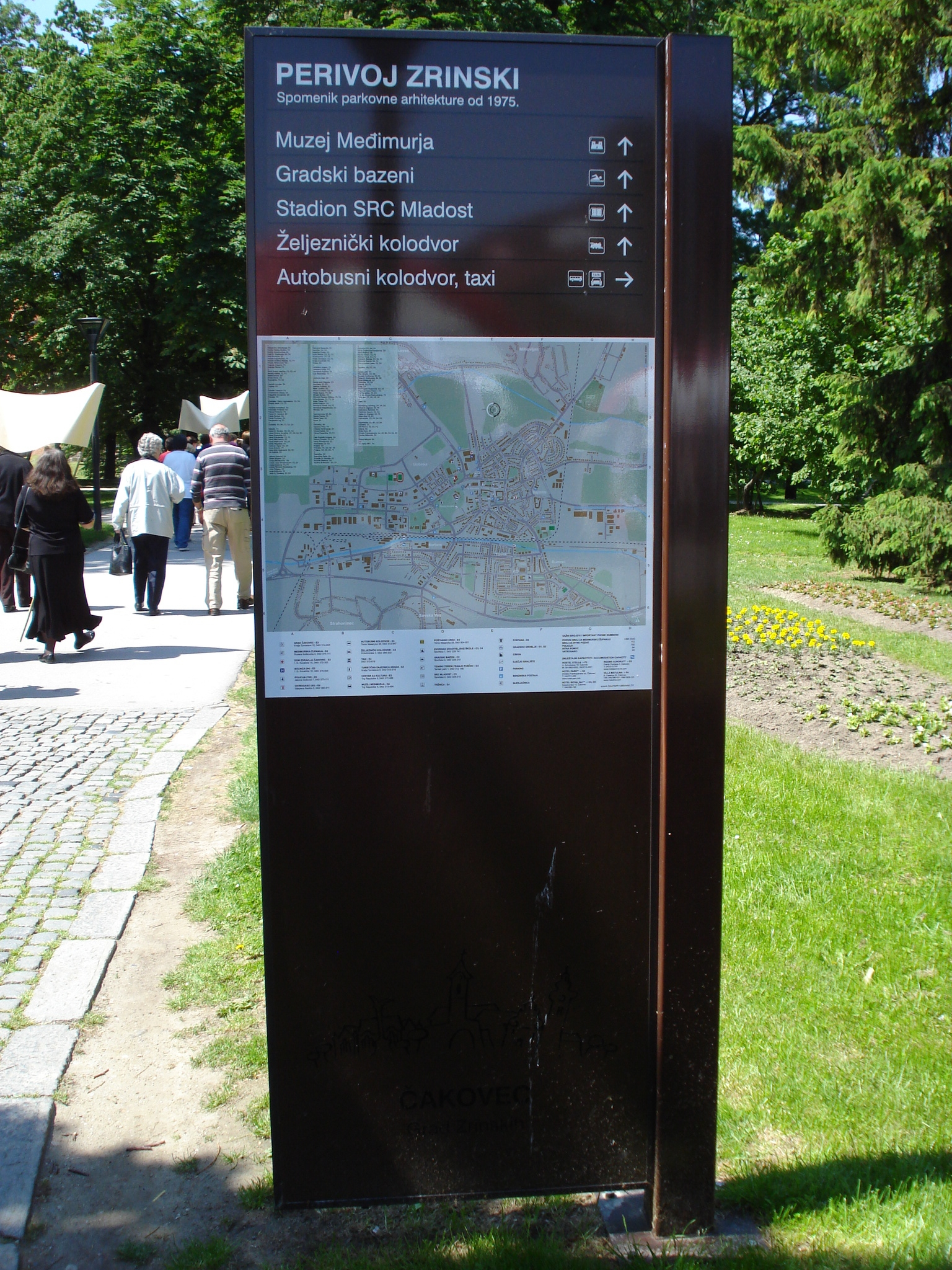
Информационное табло при входе в парк
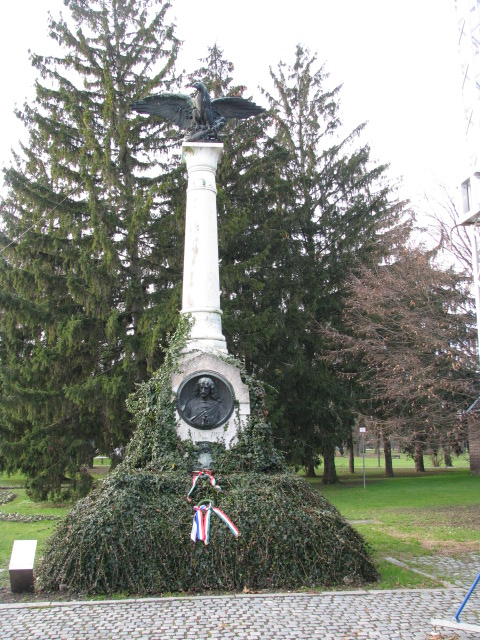
Памятник Николаю Зринскому
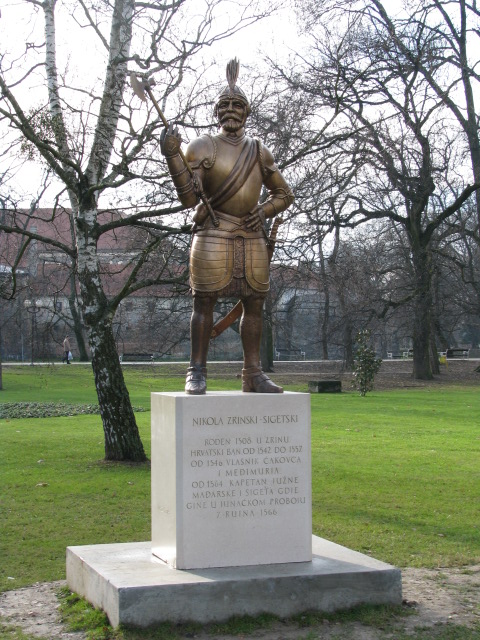
Бронзовая статуя хорватского бана Миклоша Зриньи
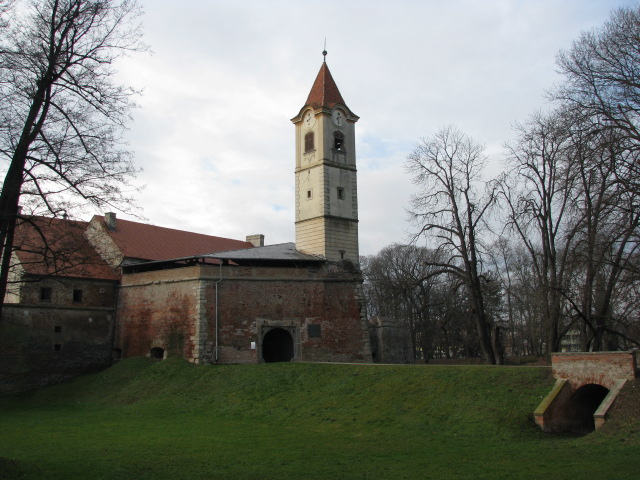
Входные ворота Зринского замка
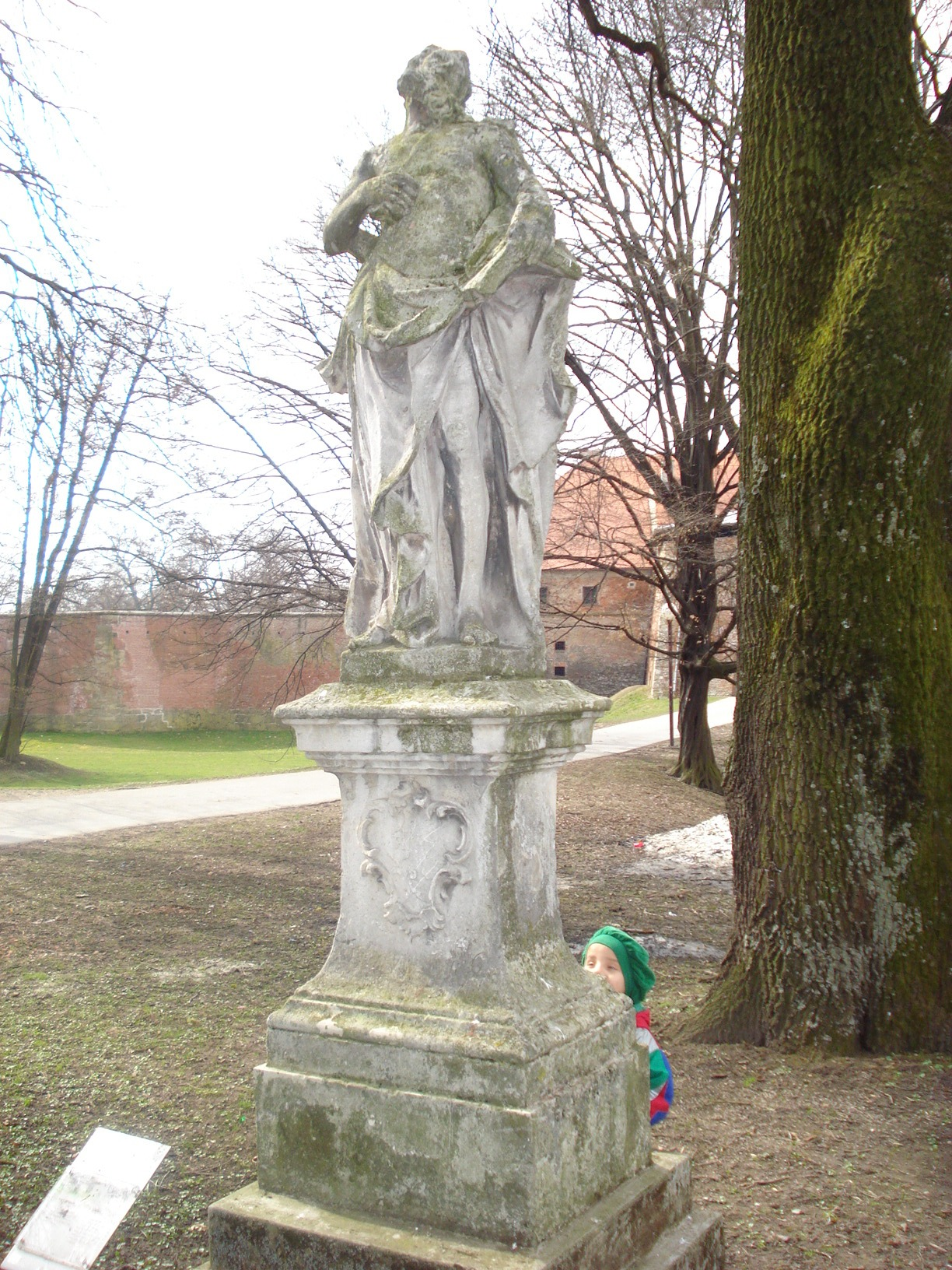
Каменная статуя Святого Иеронима. Барокко. 1766 г.
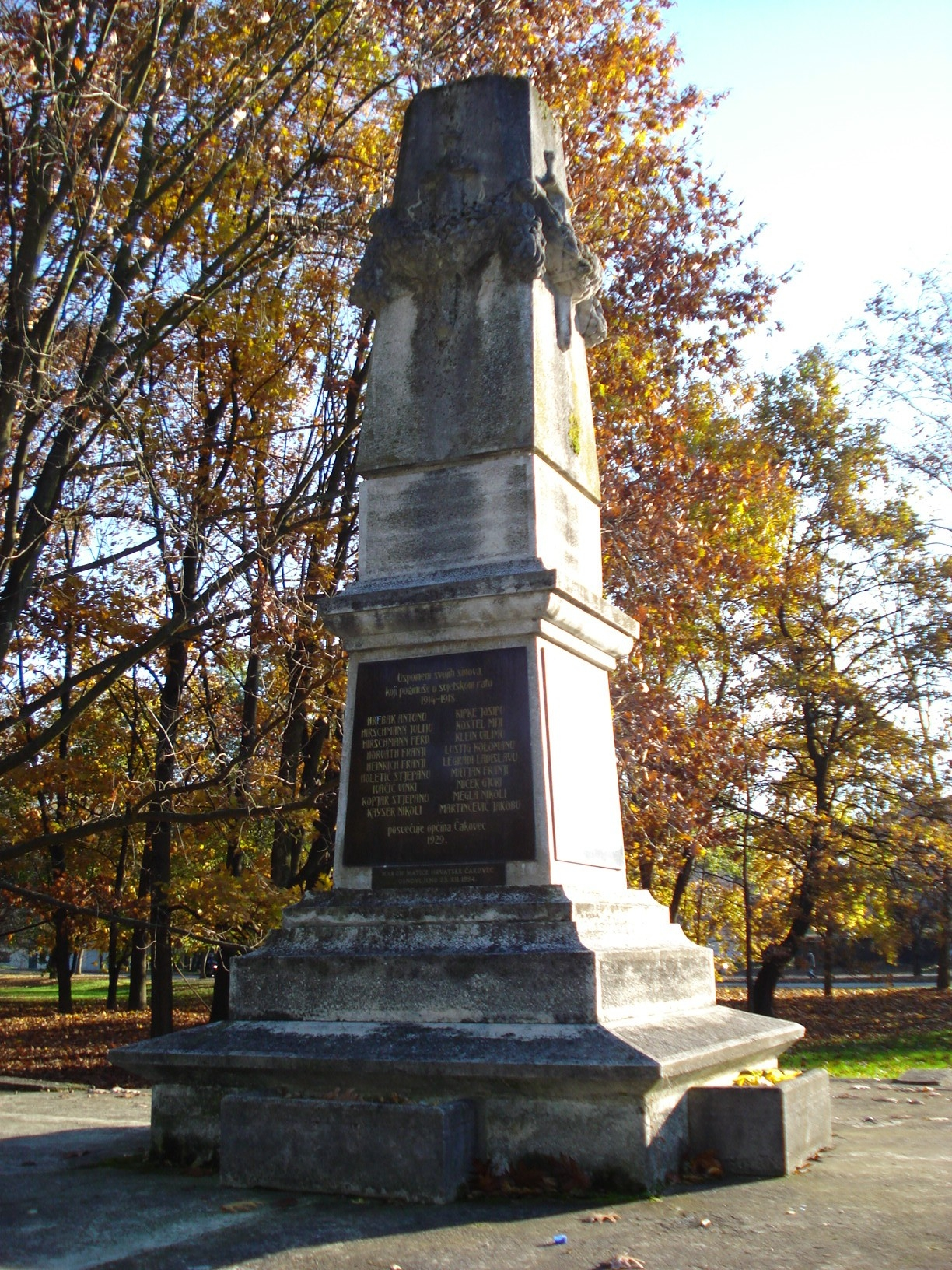
Памятник воинам, погибшим в годы Первой мировой войны
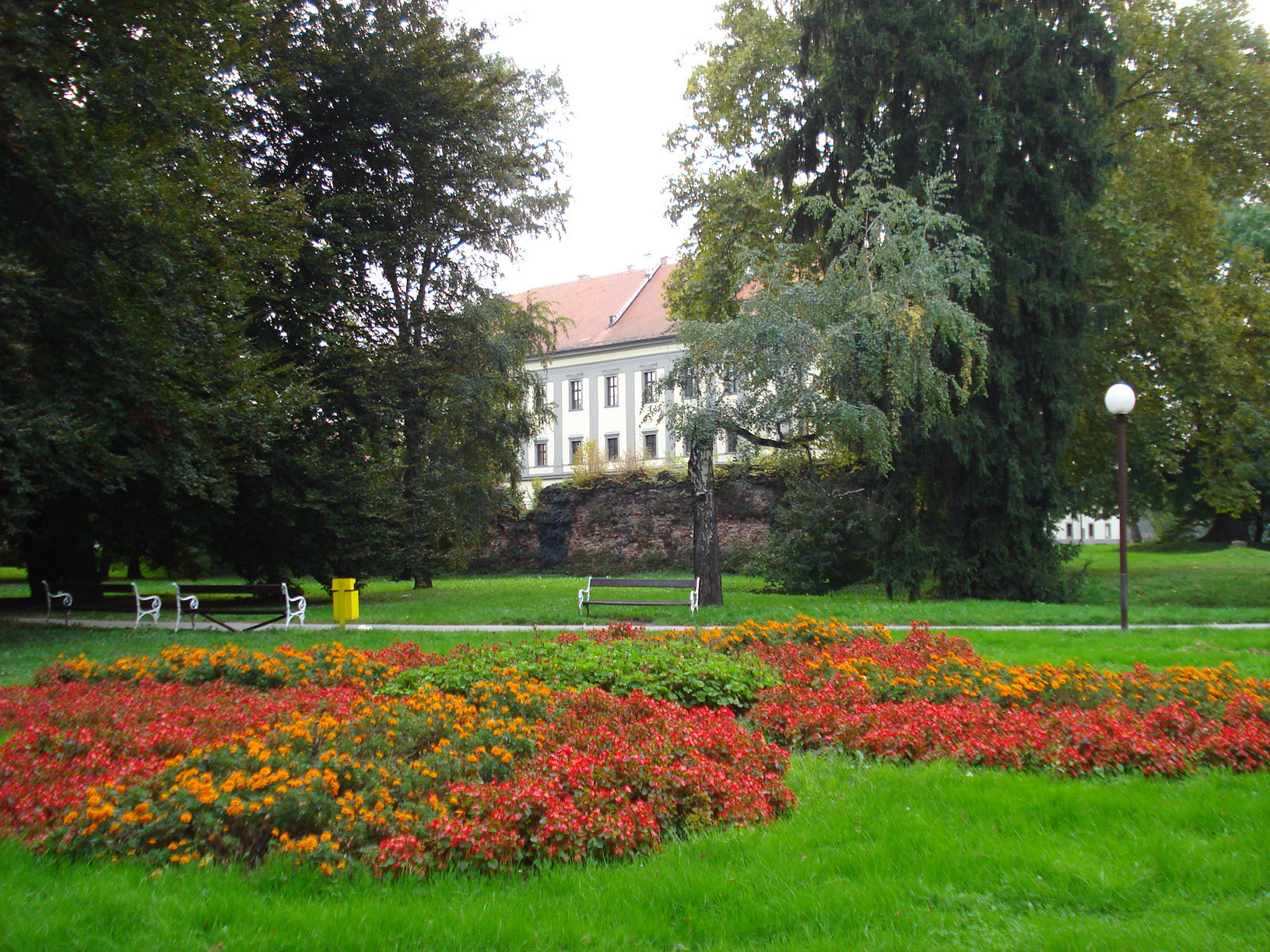
Фрагмент Парка Зринских
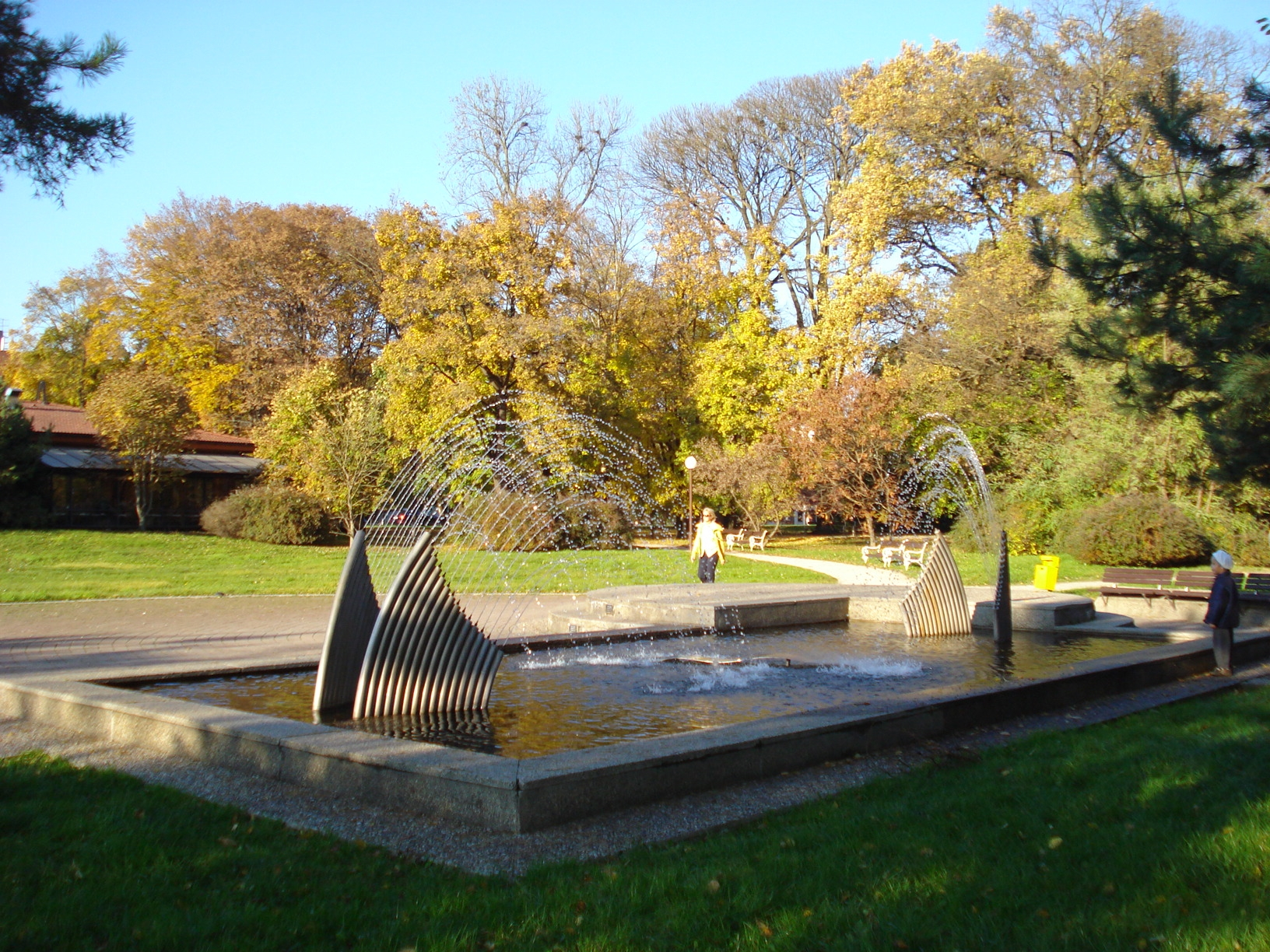
Фонтан в парке
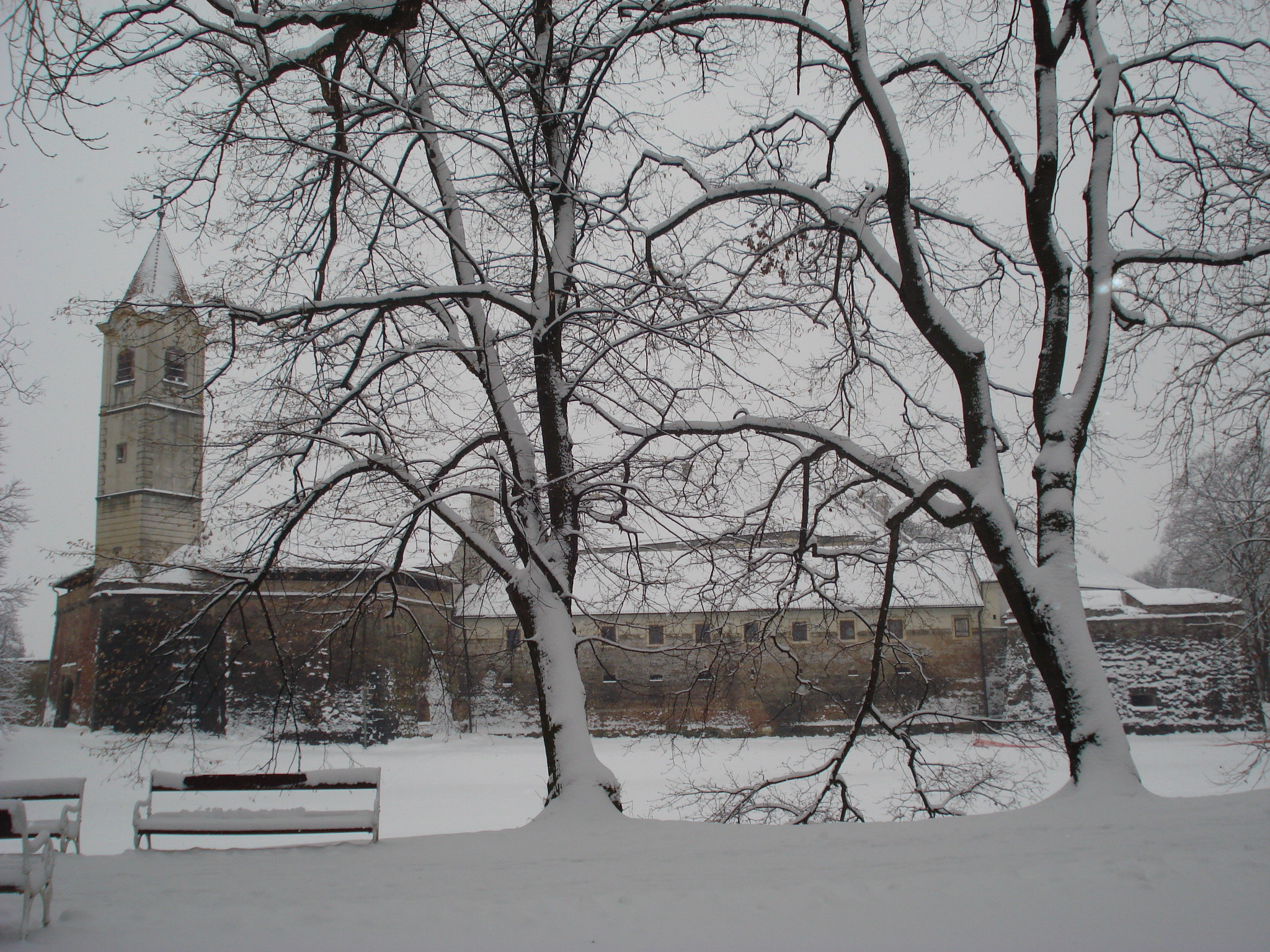
Зимний вид парка
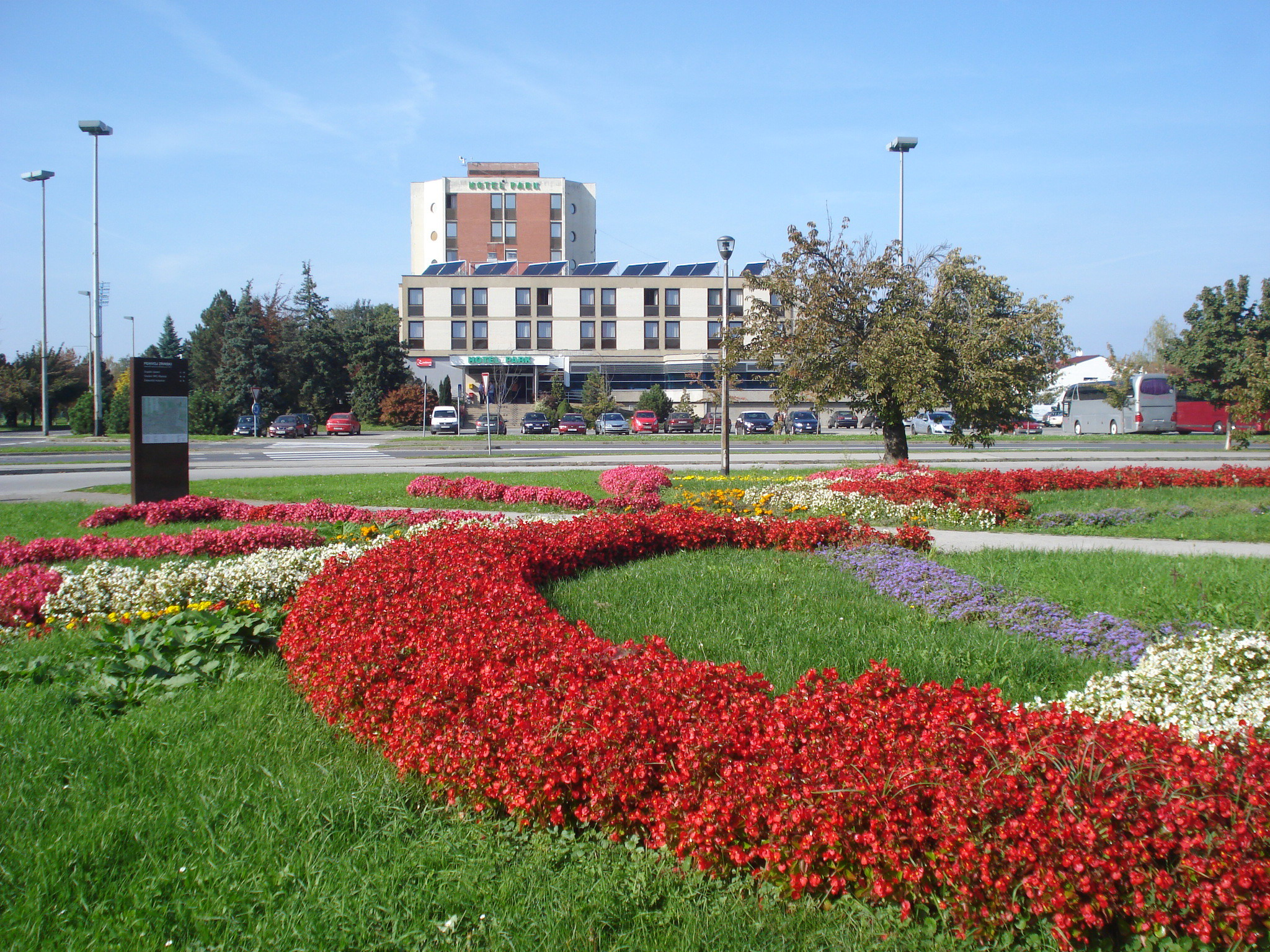
Часть парка с «Парк-отелем» на заднем плане
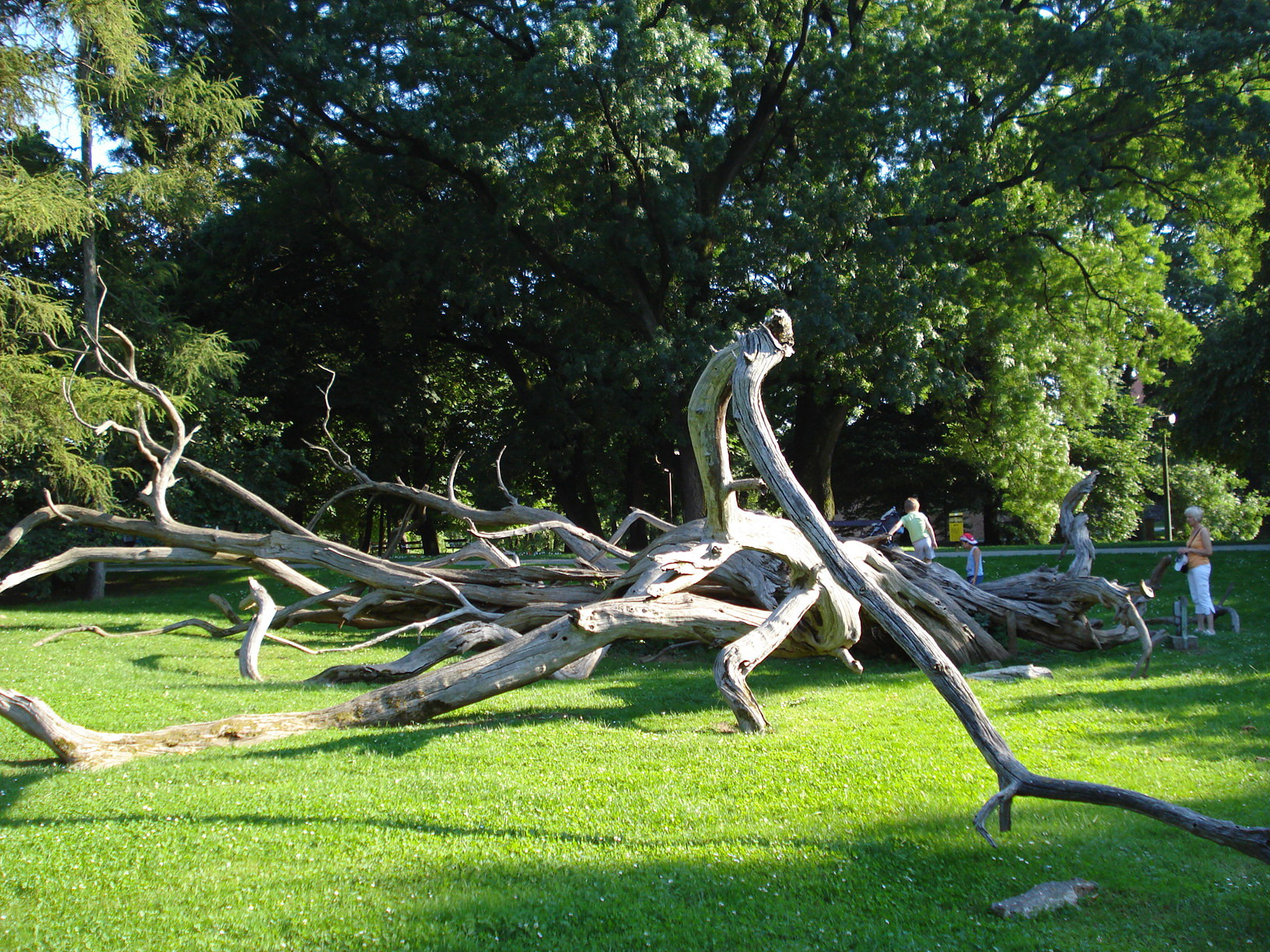
Памятник природы, так называемая, «Чёрная акация»